# Bom Jesus (Paraíba)
Bom Jesus é um município brasileiro do estado da Paraíba, localizado na Região Metropolitana de Cajazeiras. De acordo com o Instituto Brasileiro de Geografia e Estatística (IBGE), no ano 2019 sua população era estimada em 2.561 habitantes. Possui área de 46,169 km².

## História
Bom Jesus nasceu entre a Paraíba e o Ceará. É Assim linda, pacata, autenticamente sertaneja e cheia de particularidades. Em algumas ruas, como na Antônio Caetano, por exemplo, alguns habitantes da cidade trabalham ou fazem suas refeições no Ceará, mas dormem em suas casas, em território paraibano. Antes, recanto de aroeiras, vegetação que batizou o lugar.
Foi justamente em 1885 que a fazenda Aroeira se consolidou, desbravada por Antônio Caetano Leite. Densa, resistente e medicinal, mas infelizmente em fase de extinção. A aroeira é motivo de orgulho para o povo de Bom Jesus: é o símbolo maior da origem daquela gente. Por sorte, ainda existem algumas árvores da espécie que escaparam do bicho-homem. Temos o prazer de resguardar duas aroeiras irmãs(gêmeas), na chapada do Escurinho, antiga fazenda do Sr. Doca Carlos, outra que liga a cidade ao sítio Sossego, outra na estrada do sítio Cabaceira, e mais outra na estrada do sítio São Félix. Na fazenda Catolé, a menos de cinco quilômetros da cidade, temos mais aroeiras, a maioria com mais de 100 anos de idade.
Com tanta aroeira para contar esta história, a fazenda não poderia ganhar outro nome e, depois, virou sítio Aroeira. No lugar, a primeira casa foi de taipa, onde morava o desbravador da terra, Antônio Caetano Leite e sua esposa Francisca Maria de Jesus. A casa passou por várias reformas, passou a pertencer ao agropecuarista Sebastião Bandeira de Melo – nome que batizou, anos depois, o lugar, que se transformou numa praça, no centro da cidade.
A comunidade foi se desenvolvendo a partir de junho de 1915, ano de criação da Diocese de Cajazeiras, cidade a quem Bom Jesus pertenceu até 1963. Com a oferta de padres da região inteira, o número de celebrações aumentou e a Diocese começou a crescer, sob o comando de Dom Moisés Coelho. Só que, para o deslocamento de padres para os povoados e sítios era necessário animais, pois quase não existia estrada ou a conhecida “estrada de rodagem”. Também eram poucos os carros, os padres andavam a cavalo, mula e muitas vezes a pé.
Durante uma das celebrações os sítios, o padre Francisco Lopez de Souza, padre Lopez, entusiasmou-se para construir uma capela no município de Cajazeiras. Depois de sua posse, no dia 11 de fevereiro de 1917, na paróquia Nossa Senhora da Piedade, cujo secretário da diocese era o padre João Guimarães. O Padre Lopez ajudou a diocese escolher um lugar para a nova capela: o sítio Forquilha, próximo ao Aroeira, que já era chamado de “lugarejo”. Por motivo ignorado não foi possível a construção na Forquilha, conseqüentemente realizou-se em Aroeira.
O Padre Lopez foi ao sítio Aroeira e convocou os donos das terras para discutir o local para a construção da capela, essa reunião contou com as presenças dos proprietários, inclusive o próprio padre Lopez. Na qual ficou determinada a área para a construção da capela, que na época era uma exigência da diocese de Cajazeiras. Essa área passaria a pertencer ao patrimônio da capela. No final da reunião, demarcaram a extensão da área que era de: 200 braças de cumprimento por 100 braças de largura, que correspondem a 32 tarefas. Os doadores dessa área foram: Antônio Gonçalves Moreira e sua mulher, Pedro Carlos de Morais e sua mulher, Agostinho Gonçalves e sua mulher, José Antônio Leite, João Vieira Amorim, Mariano Caetano Leite, João Caetano Leite e Cândida Maria Leite, conforme registro de imóveis do cartório Antônio Rodrigues Holanda, em 19 de julho de 1918. Depois dessa demarcação começaram o desmatamento, iniciado pelo sr. Dino, para a construção da capela. Em seguida colocaram os marcos de pedras, os chamados marcos testemunhos. E toda a área passou a diocese de Cajazeiras.
A partir daí todos os proprietários e demais pessoas do povoado e dos sítios vizinhos, começaram a participar ativamente daquela importante obra, pois na época a construção de uma capela em um sítio causava muita admiração.
As pessoas agrupavam em adjuntos (hoje mutirão), e começaram a construir a capela, com muita dificuldade, para se ter uma ideia todo o material do teto e das portas foram transportados em carros de boi, do sítio Baraúna, do Sr. Antônio Dias, há uns 30 quilômetros de distância. Já os tijolos e telhas foram feitos no próprio povoado.
No decorrer da construção da capela o povoado foi crescendo aos poucos, começaram a surgir festas religiosas, vendedores ambulantes, pequenos comerciantes e outros tipos de serviços. E apesar das muitas dificuldades a cultura era bastante diversificada, como se observa.
Dentre outras atividades destacam-se por essa época: corrida de cavalos, reizados, carêtas do judas, cabra-cega, teatro de bonecos e banda cabaçal.
Em 1955, o povoado é elevado à categoria de Distrito sob o decreto Lei Nº 1.198 de 2 de abril do mesmo ano, Acácio Braga Rolim (Fonte: IBGE – PB). Nesse período, o prefeito de Cajazeiras era o Sr. Antônio Cartaxo Rolim, um exemplo de administrador, que muito fez pelo distrito. Deu assistência à comunidade e instalou o primeiro motor de energia a óleo diesel; estendeu a rede elétrica por todas as ruas do distrito, cujo operador do motor era o eletricista Pedro Dantas Sampaio. O horário de funcionamento do motor era das 18:00 às 21:00 horas. Esse motor permaneceu no distrito até a implantação da energia de Paulo Afonso no governo de João Agripino Filho, em meados de 1969. O prefeito Antônio Cartaxo Rolim ainda construiu um grupo escolar com duas salas de aula, cantina e banheiros.
Criação da cidade de Bom Jesus
O decreto Lei nº 3.096 de 5 de novembro de 1963, concedeu a Bom Jesus os foros da cidade. Seu nome foi em homenagem ao padroeiro: Sagrado Coração de Jesus. Localizada no alto do sertão oeste da Paraíba. Dista da capital, João Pessoa, 508,2 km. Situada na divisa dos estados da Paraíba e Ceará, a 19 km da cidade de Cajazeiras e distante 6 km da BR-230. O município corresponde a uma área de 103 km2. Likmita-se ao norte com os municípios de Santa Helena, ao sul com o município de Cachoeira dos Índios, ao leste com o município de Cajazeiras e a oeste com o município de Ipaumirim. O município de Bom Jesus tem um distrito, São José, bem estruturado e os sítios: São Félix de Baixo, São Félix de Cima, Logradouro, Trapiá I, Trapiá II, Escurinho,Escuta, Mata Fresca, Mulungu, Mastruz, Extrema, Barro Branco, Xerém, Catolé, Morada Nova, Timbaúba, Forno Velho, Umari, Serragem, Cacaré, Forquilha Laranjeira e Ferreira dos Rendeiros.

## Geografia
O município está incluído na área geográfica de abrangência do semiárido brasileiro, definida pelo Ministério da Integração Nacional em 2005. Esta delimitação tem como critérios o índice pluviométrico, o índice de aridez e o risco de seca.
O município está localizado na unidade geoambiental da Depressão Sertaneja, com clima semiárido quente e seco na maior parte do ano. A vegetação predominante é a caatinga xerófila. Bom Jesus está inserido nos domínios da bacia hidrográfica do rio Piranhas, Sub-Bacia do Rio do Peixe. Seus principais tributários são os riachos do Batuque e do Cipó, todos de regime intermitente.
| Dados climatológicos para Bom Jesus   | Dados climatológicos para Bom Jesus | Dados climatológicos para Bom Jesus | Dados climatológicos para Bom Jesus | Dados climatológicos para Bom Jesus | Dados climatológicos para Bom Jesus | Dados climatológicos para Bom Jesus | Dados climatológicos para Bom Jesus | Dados climatológicos para Bom Jesus | Dados climatológicos para Bom Jesus | Dados climatológicos para Bom Jesus | Dados climatológicos para Bom Jesus | Dados climatológicos para Bom Jesus | Dados climatológicos para Bom Jesus |
| Mês                                   | Jan                                 | Fev                                 | Mar                                 | Abr                                 | Mai                                 | Jun                                 | Jul                                 | Ago                                 | Set                                 | Out                                 | Nov                                 | Dez                                 | Ano                                 |
| ------------------------------------- | ----------------------------------- | ----------------------------------- | ----------------------------------- | ----------------------------------- | ----------------------------------- | ----------------------------------- | ----------------------------------- | ----------------------------------- | ----------------------------------- | ----------------------------------- | ----------------------------------- | ----------------------------------- | ----------------------------------- |
| Precipitação (mm)                     | 131                                 | 166,2                               | 258,2                               | 181,4                               | 84,1                                | 29,6                                | 14,8                                | 4,8                                 | 3,6                                 | 10,1                                | 20                                  | 39,9                                | 843,7                               |
| Fonte: Atlas Pluviométrico da Paraíba |                                     |                                     |                                     |                                     |                                     |                                     |                                     |                                     |                                     |                                     |                                     |                                     |                                     |